# Vol Avianca 011
Le 27 novembre 1983, le vol Avianca 011, un vol international régulier de passagers assuré par un Boeing 747-200, reliant Francfort, en Allemagne, à Bogota, en Colombie, avec plusieurs escales prévues à Paris, Madrid et Caracas, s'écrasa contre une colline près de Mejorada del Campo, au sud-est de l'aéroport Adolfo-Suárez de Madrid-Barajas, en Espagne, lors de l'approche de type ILS sur la piste 33. 
Parmi les 169 passagers et 23 membres d'équipage présents à bord, 181 furent tués et 11 passagers ont survécu, bien que grièvement blessés. C'est la deuxième catastrophe aérienne la plus meurtrière survenue en Espagne, après la collision de l'aéroport de Tenerife survenue six ans auparavant, ainsi que le pire accident aérien impliquant un appareil d'Avianca.

## Avion et équipage

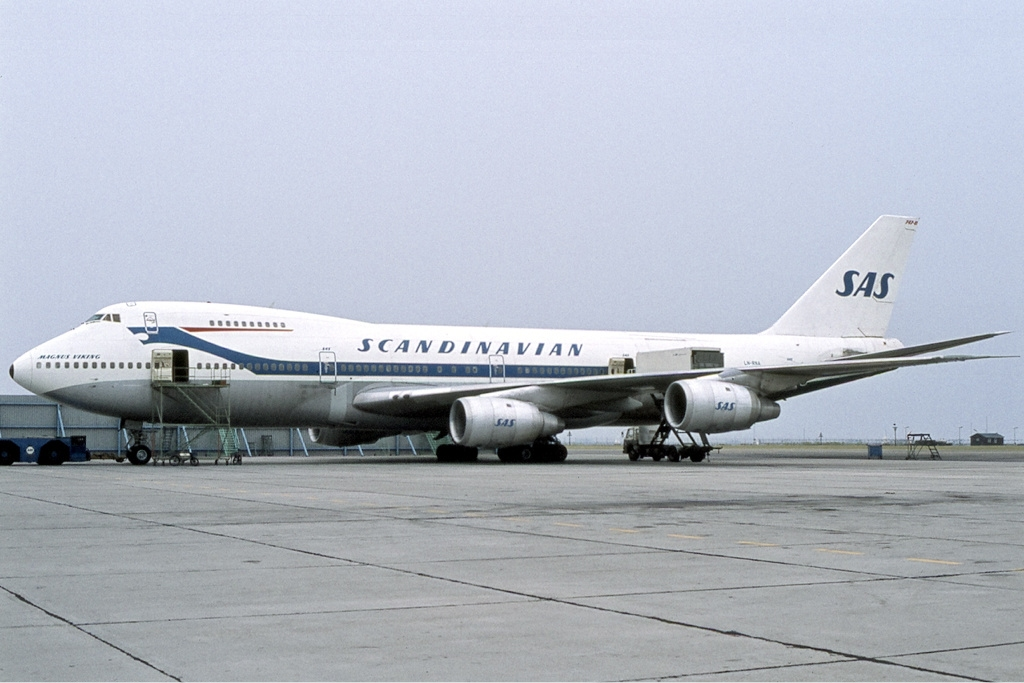
L'appareil impliqué dans l'accident, alors en service chez Scandinavian Airlines System, ici en août 1981.

L'appareil impliqué est un Boeing 747-283BM Combi (passagers - cargo combiné), âgé de 6 ans et immatriculé HK-2910 (numéro de série 21381/311). Cet avion gros-porteur est propulsé par quatre turboréacteurs double flux de type Pratt & Whitney JT9D-70A et cumulé 20 811 heures de vol et 5 800 cycles (décollages/atterrissages) au moment de l'accident. Il a volé pour la première fois en 1977 et a été livré à Scandinavian Airlines System la même année. Il était alors immatriculé LN-RNA et nommé « Magnus Viking ». Il a ensuite été loué à la compagnie aérienne colombienne Avianca en 1982, qui l'a ré-immatriculé HK-2910X et renommé « Olafo ». 
Le commandant de bord est Tulio Hernández (58 ans), qui est l'un des pilotes les plus expérimentés d'Avianca, ayant travaillé pour la compagnie aérienne pendant 32 ans. Il totalise 23 215 heures de vol, dont 2 432 heures sur Boeing 747.
Le copilote est Eduardo Ramírez (36 ans), qui travaille pour la compagnie aérienne depuis 10 ans et totalise 4 384 heures de vol, dont 875 sur Boeing 747.
Le mécanicien navigant est Juan Laverde (57 ans), un autre pilote expérimenté d'Avianca, qui travaille pour la compagnie aérienne depuis 25 ans et totalise 15 942 heures de vol. Il est le plus expérimenté sur le Boeing 747, avec 3 676 heures de vol sur ce type d'avion. Il y avait également deux mécanicien navigants de relève à bord : Daniel Zota et Julio Florez Camacho.

## Accident
Le vol 011 a décollé de l'aéroport de Paris-Charles-de-Gaulle à 22 h 25, le 26 novembre 1983, à destination de l'aéroport Adolfo-Suárez de Madrid-Barajas ; le décollage a été retardé en attendant des passagers supplémentaires provenant d'un vol de la Lufthansa, en raison d'une annulation du segment Paris-Francfort-Paris par Avianca pour des raisons opérationnelles
Il faisait nuit au moment de l'accident, les conditions météorologiques juste avant le crash étaient une visibilité de 5 miles (8 km) et le vent était calme. Environ 20 minutes avant l'accident, l'équipage a obtenu auprès de la compagnie aérienne des informations météorologiques sur les conditions météorologiques présentes à Madrid. Le premier contact avec les contrôleurs aériens espagnols a eu lieu à 23 h 31. À 00 h 03, le vol 011 a de nouveau contacté la tour de contrôle et a été autorisé à atterrir sur la piste 33 ; ce fut le dernier contact du contrôleur aérien avec l'avion. 
L'accident a eu lieu dans la commune de Mejorada del Campo, à environ 7,5 milles (12 km) au sud-est de l'aéroport. L'heure de l'accident était approximativement 00 h 06, le 27 novembre. Le 747 a violemment heurté trois petites collines lors de sa descente finale, le contact avec la troisième colline étant l'impact final. Les débris de l'avion ont été dispersés sur un large périmètre, à la suite des multiples impacts. 
L'accident a tué 158 passagers, 19 membres d'équipage et quatre membres d'équipage en congé. Miraculeusement, 11 passagers (6 femmes et 5 hommes) ont survécu, mais ont été grièvement blessés. Parmi les blessés, neuf ont été éjectés hors de l'appareil, quelques-uns d'entre eux encore attachés dans leurs sièges, et deux ont affirmé avoir quitté l'épave de l'avion par eux-mêmes. L'appareil a été complètement détruit par l'impact et l'incendie qui a suivi.

## Victimes
| Nationalité | Passagers | Équipage | Total |
| ----------- | --------- | -------- | ----- |
| Espagne     | 122       | 23       | 145   |
| Argentine   | 10        | 0        | 10    |
| Pérou       | 9         | 0        | 9     |
| Mexique     | 7         | 0        | 7     |
| États-Unis  | 5         | 0        | 5     |
| Uruguay     | 4         | 0        | 4     |
| Pays-Bas    | 3         | 0        | 3     |
| Australie   | 2         | 0        | 2     |
| Royaume-Uni | 2         | 0        | 2     |
| Canada      | 1         | 0        | 1     |
| France      | 1         | 0        | 1     |
| Allemagne   | 1         | 0        | 1     |
| Italie      | 1         | 0        | 1     |
| Brésil      | 1         | 0        | 1     |
| Inde        | 1         | 0        | 1     |
| Suède       | 1         | 0        | 1     |
| Japon       | 1         | 0        | 1     |
| Colombie    | 1         | 0        | 1     |
| Venezuela   | 1         | 0        | 1     |
| Total       | 169       | 23       | 192   |

Plusieurs écrivains et intellectuels latino-américains de retour de Paris figurent parmi les victimes, notamment l'écrivain mexicain Jorge Ibargüengoitia, le poète péruvien Manuel Scorza, le critique uruguayen Ángel Rama et l'universitaire argentine Marta Traba. La pianiste catalane Rosa Sabater, qui se rendait en tournée en Amérique du Sud, figure également parmi les victimes.

## Enquête et causes de l'accident
L'accident a fait l'objet d'une enquête menée par la Commission d'enquête sur les accidents et incidents de l'aviation civile (CIAIAC) espagnole. Le 747 était équipé de deux enregistreurs de vol, l'enregistreur de paramètres (FDR) et l'enregistreur phonique (CVR), tous deux ont été récupérés en bon état, le jour de l'accident, parmi les débris de l'appareil.
D'après le rapport final de la commission d'enquête, l'accident du vol 011 est principalement dû à une erreur de pilotage. Le commandant de bord, n'ayant une connaissance précise de sa position par rapport à l'aéroport, a entrepris d'intercepter le signal ILS sur une trajectoire erronée, sans initier la manœuvre d'approche aux instruments recommandé par le contrôle aérien ; ce faisant, il est ensuite descendu en dessous de l'altitude minimale de secteur requise, jusqu'à ce qu'il entre en collision avec le sol. 
Les facteurs contributifs étaient les suivants :
- Une navigation imprécise de la part de l’équipage, qui a alors placé l'avion sur une trajectoire incorrecte pour amorcer la manœuvre d’approche ;
- Le fait que l’équipage n'a pas pris les mesures correctives appropriés, conformément aux instructions d’utilisation de l'avertisseur de proximité du sol (GPWS) ;
- Une gestion des ressources de l'équipage (CRM) déficiente dans le poste de pilotage ;
- Le contrôle aérien a fourni des informations imprécises, concernant la localisation de l'avion, à l’équipage ;
- Le contrôleur, en omettant d'informer l'équipage que le service radar fourni par l'aéroport était terminé au moment de l'approche finale, n'a pas maintenu une surveillance appropriée de l'écran radar.